# Інтерв'ю (острів)

Інтерв'ю на карті Андаманських і Нікобарських островів.

Інтерв'ю́, або о́стрів Інтерв'ю́ (англ. Interview Island) — острів у складі Андаманських островів. Розташований в центральній частині острівної групи Великий Андаман, між Бенгальською затокою і Андаманським морем. Належить до району Північний і Середній Андаман, складової індійської союзної території Андаманські і Нікобарські острови. Площа — 101 км2; довжина — 23 км, ширина — 6,9 км. Протяжність берегової лінії — 66 км. Найвища точка — 113 м. Населення — 16 осіб (2011); густота населення — 0,1 осіб / км2. Батьківщина мисливців-збирачів андаманців. Основні мови — гінді, андаманські мови. Найбільший населений пункт — село Інтерв'ю. Постраждав від землетрусу в Індійському океані 2004 року.